# Mutsdas

Lord Lovat en andere Britse commando’s met mutsdas (1942)

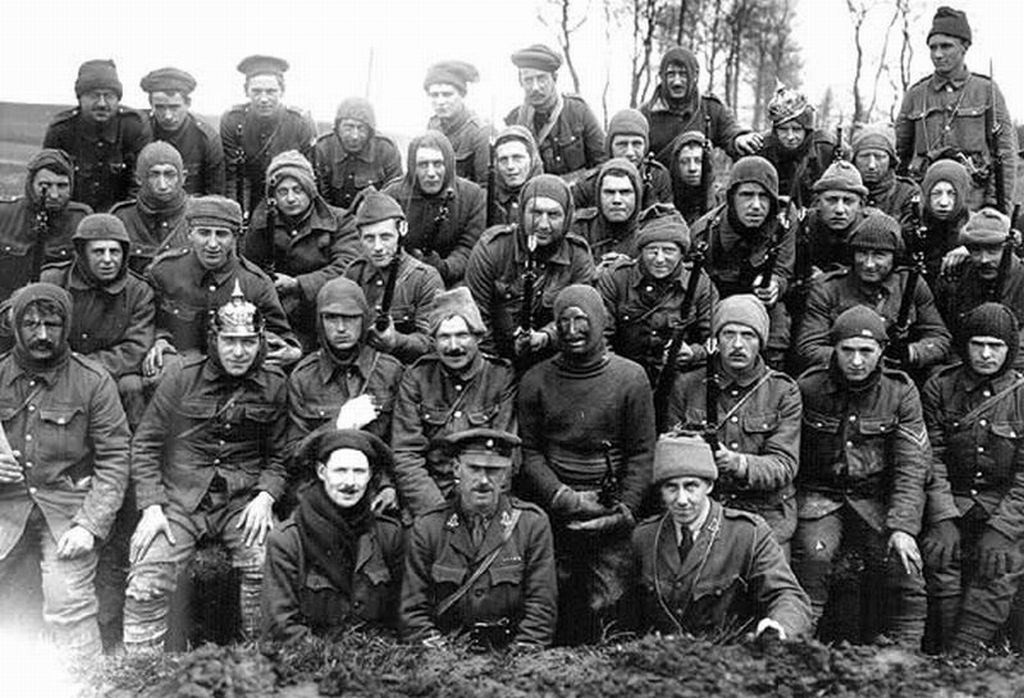
Verschillende draagwijzen van de mutsdas bij Britse stormtroepen (‘trench raiders’) (1916)

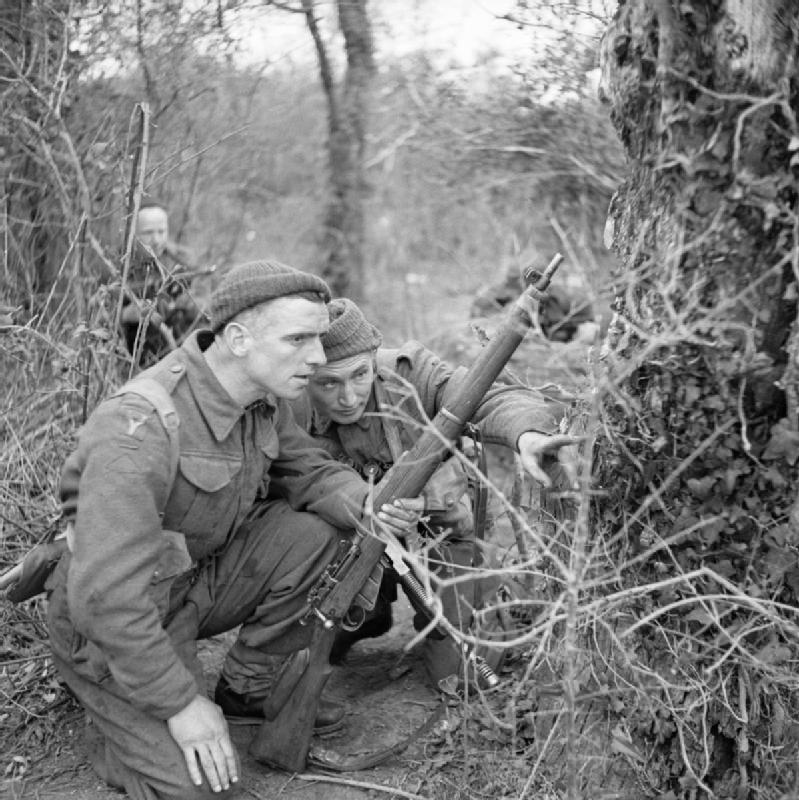
Britse militairen met mutsdassen tijdens de Tweede Wereldoorlog

Een mutsdas is een korte dubbellaags gebreide wollen sjaal, die ook te gebruiken is als muts.
Mutsdassen wordt voornamelijk gebruikt door militairen.
Al aan het begin van de 19e eeuw behoorde de mutsdas (eng: “cap comforter” ) als “Cap, fatigue, comforter” tot de standaard uitrusting van alle Britse militairen.
Na de Tweede Wereldoorlog werd de mutsdas als “sjaal wol” ook opgenomen in de Persoonlijke Standaard Uitrusting van de Nederlandse militairen. In Nederland werd hij vooral gedragen als sjaal.

## Gebruik
De mutsdas is een korte dubbellaags gebreide wollen sjaal, waarvan beide uiteindes dichtgenaaid zijn. Hij kan binnenstebuiten worden gekeerd, en eventueel omgevouwen, en kan dan als een muts op het hoofd gezet worden. Hij is ook gewoon te gebruiken als sjaal.
Om er een muts van te maken wordt het ene uiteinde binnendoor naar de andere geschoven, bv door hem om een arm te schuiven zodat er een muts ontstaat. Het zo ontstane open uiteinde wordt vaak omgeslagen om de muts korter te maken.
Tijdens de Tweede Wereldoorlog werd de mutsdas meestal naar buiten omgevouwen, hoewel naar binnen ook voorkwam.
In de loop der jaren zijn er verschillende kleuren geproduceerd: bv. khaki, bruin, olijfgroen en legergroen. Aan de buitenzijde werd de maat en productiedatum in zwart gestempeld.
|                                                 |  |  |
| Mutsdas ongevouwen (links) en opgerold (rechts) |  |  |

## Geschiedenis
De mutsdas was oorspronkelijk een onderdeel van het werktenue dat Britse militairen droegen tijdens werkzaamheden binnen de kazerne.
Vanaf het begin van de 20e eeuw werd hij ook gebruikt als een warme muts voor onder de helm. Hij werd niet altijd (helemaal) opgerold, en vaak met een lange omlaaghangende flap gedragen.

### Eerste Wereldoorlog
Tijdens de Eerste Wereldoorlog werden mutsdassen gedragen als een warm alternatief voor de veldmuts (eng: ‘side cap’). Vaak ver over de oren getrokken in de koude loopgraven in de winter. Ze waren ideaal om ’s nachts in de loopgraven te dragen omdat het gehoor onbelemmerd blijft, in tegenstelling tot bij het dragen van een helm. Bij stormtroepen die ’s nachts overvallen op vijandelijke loopgraven uitvoerden (‘trench raiding parties’) waren ze erg populair. Vaak werden ze dan ver opgerold, zodat er geen losse uiteinden waren die konden blijven haken.
Bovendien kon de mutsdas gemakkelijk opgeborgen worden in een zak of rugzak.

### Commando’s
Gedurende de Tweede Wereldoorlog werden ze een iconisch onderdeel van het tenue van commando’s. Zij rolden de mutsdas helemaal op. Het onregelmatige uiterlijk kwam camouflage ten goede, evenals het feit dat er geen emblemen of insignes op zaten. Bovendien belemmeren ze het gehoor niet. Daardoor waren ze erg praktisch bij commandoacties en werden ze daarbij gedragen in plaats van een helm.

## Vervanging
De mutsdas is eind jaren 1960 in het Britse en Nederlandse leger vervangen door de colsjaal (Colsjaal KL NSN 872-2660-76635-11; Shawl, Winter, KL) (eng: ‘headover’, ‘warmer’, ‘snood’ of ‘headover warmer’). Een colsjaal is een gebreide wollen ‘buis’ die aan beide uiteinden open is en als een colkraag over het hoofd om hals en nek kan worden getrokken. Ook kan de colsjaal gedragen worden als sjaal, halsdoek, masker, ‘balaclava’ (bivakmuts) en als capuchon onder een helm. De colsjaal is zelfs op mutsdas-achtige wijze te vouwen tot een muts.

## Huidig gebruik
Tegenwoordig wordt de mutsdas zowel in het Verenigd Koninkrijk als in Nederland nog steeds gedragen door commando’s in opleiding. De mutsdas is in het Britse leger een van de langst gebruikte kledingstukken.
In het Britse leger wordt de mutsdas tegenwoordig naar buiten omgevouwen, terwijl Nederlandse commando’s in opleiding de mutsdas omvouwen naar binnen.

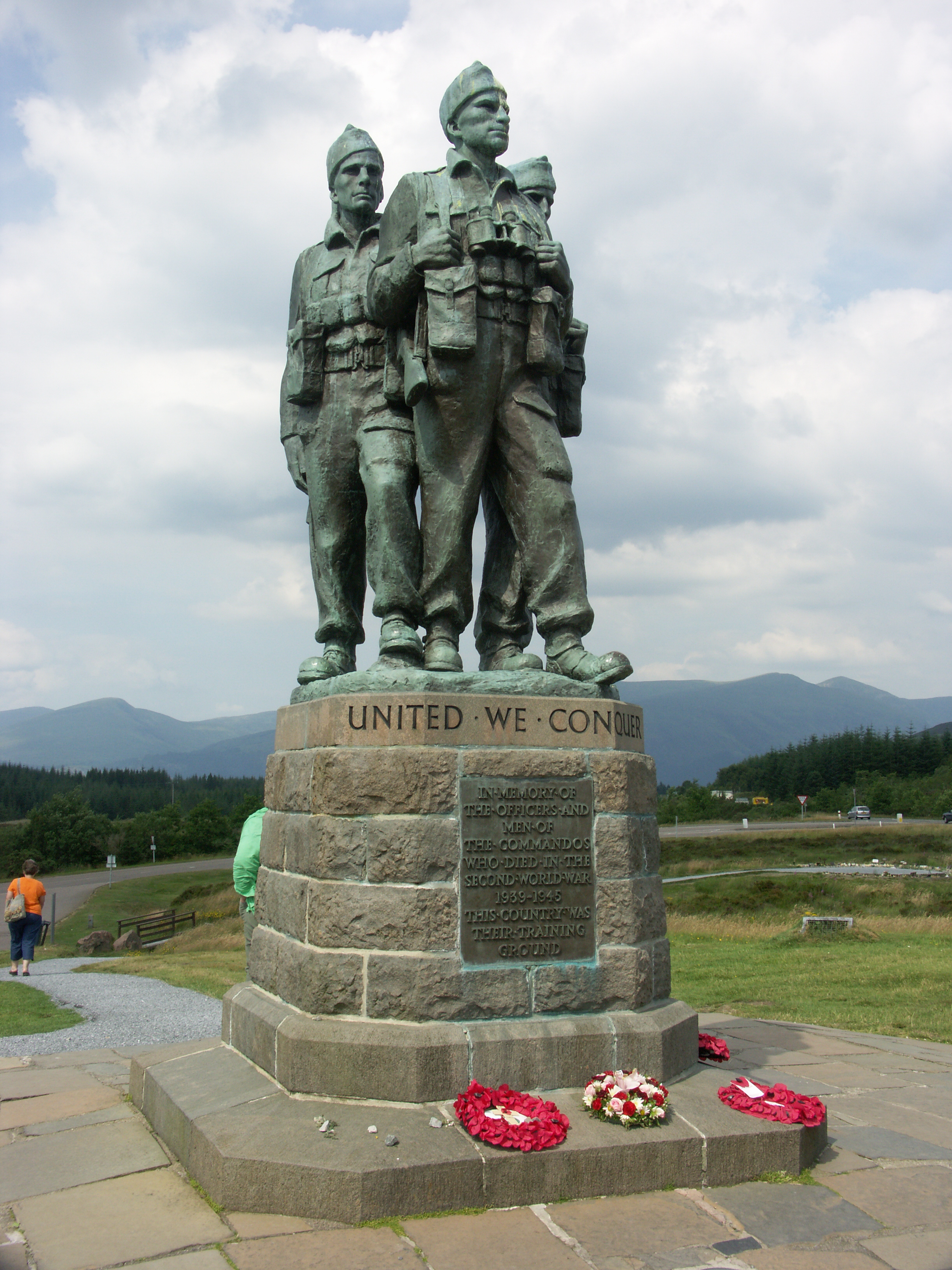
Het Commando Memorial in Lochaber (Schotland), dat drie commando’s met mutsdas voorstelt
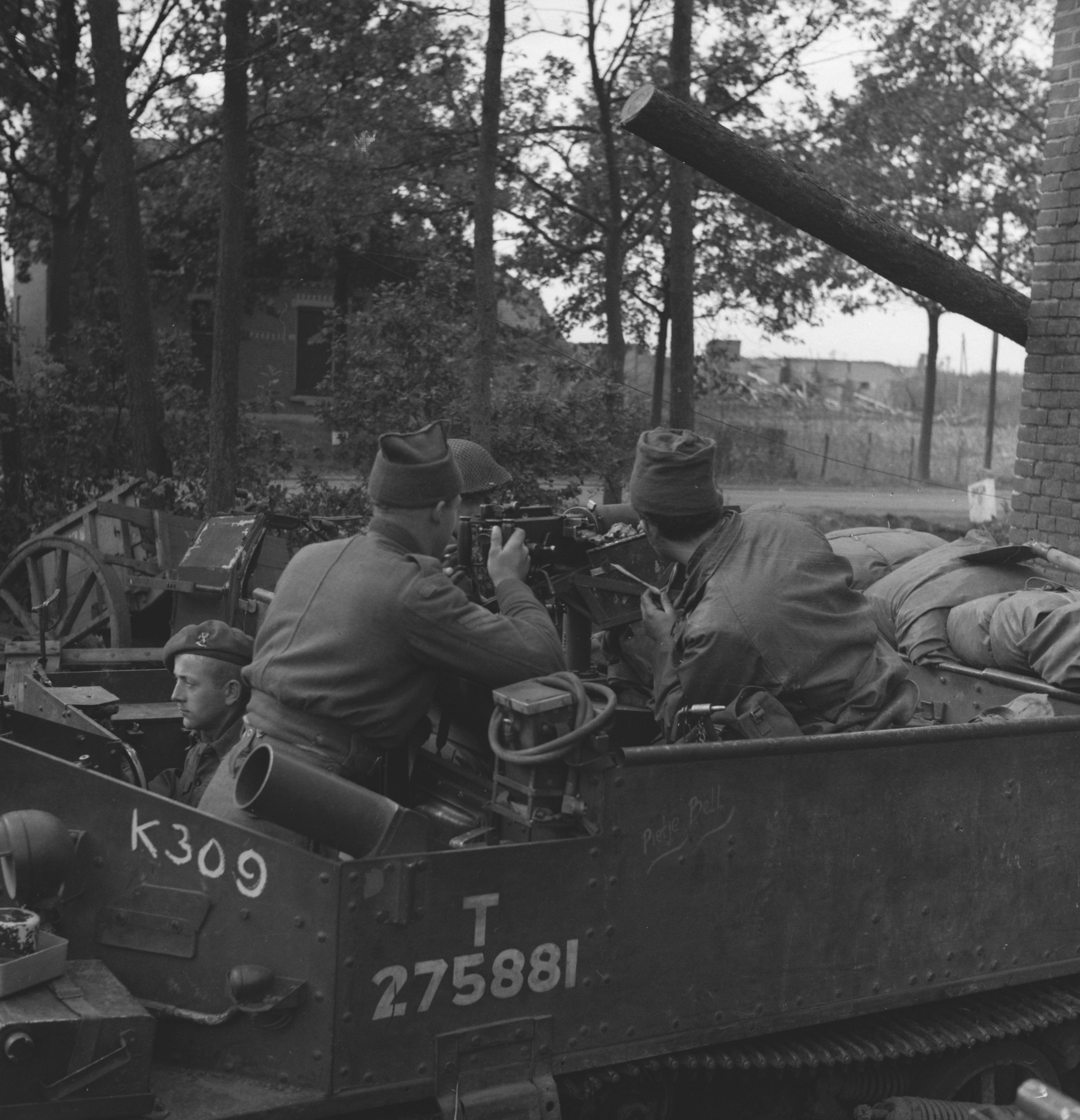
Militairen van de Prinses Irene Brigade in een Bren Gun Carrier. Twee van hen dragen een mutsdas. De chauffeur draagt een baret en de achterste man een Brodie-helm (1944)
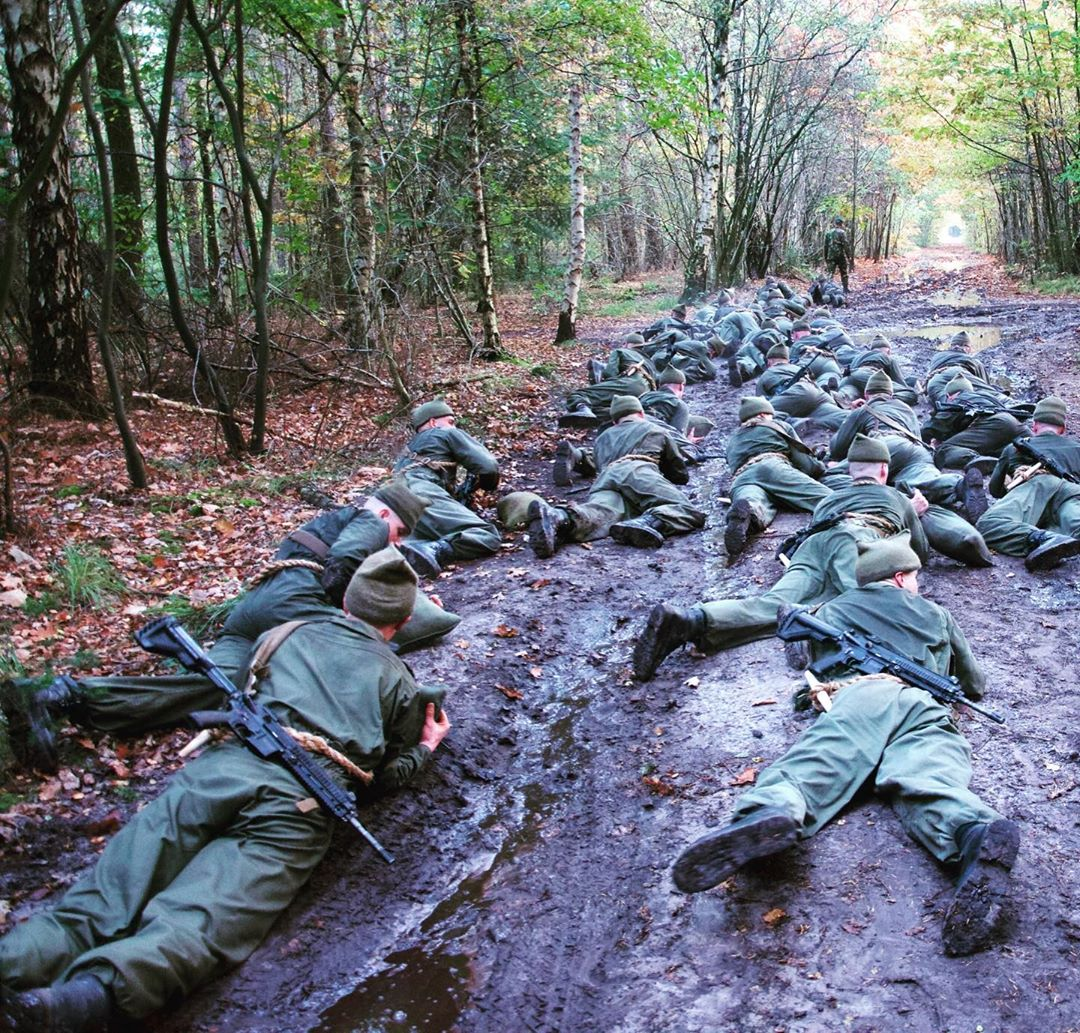
Nederlandse commando’s in opleiding in overall met mutsdas
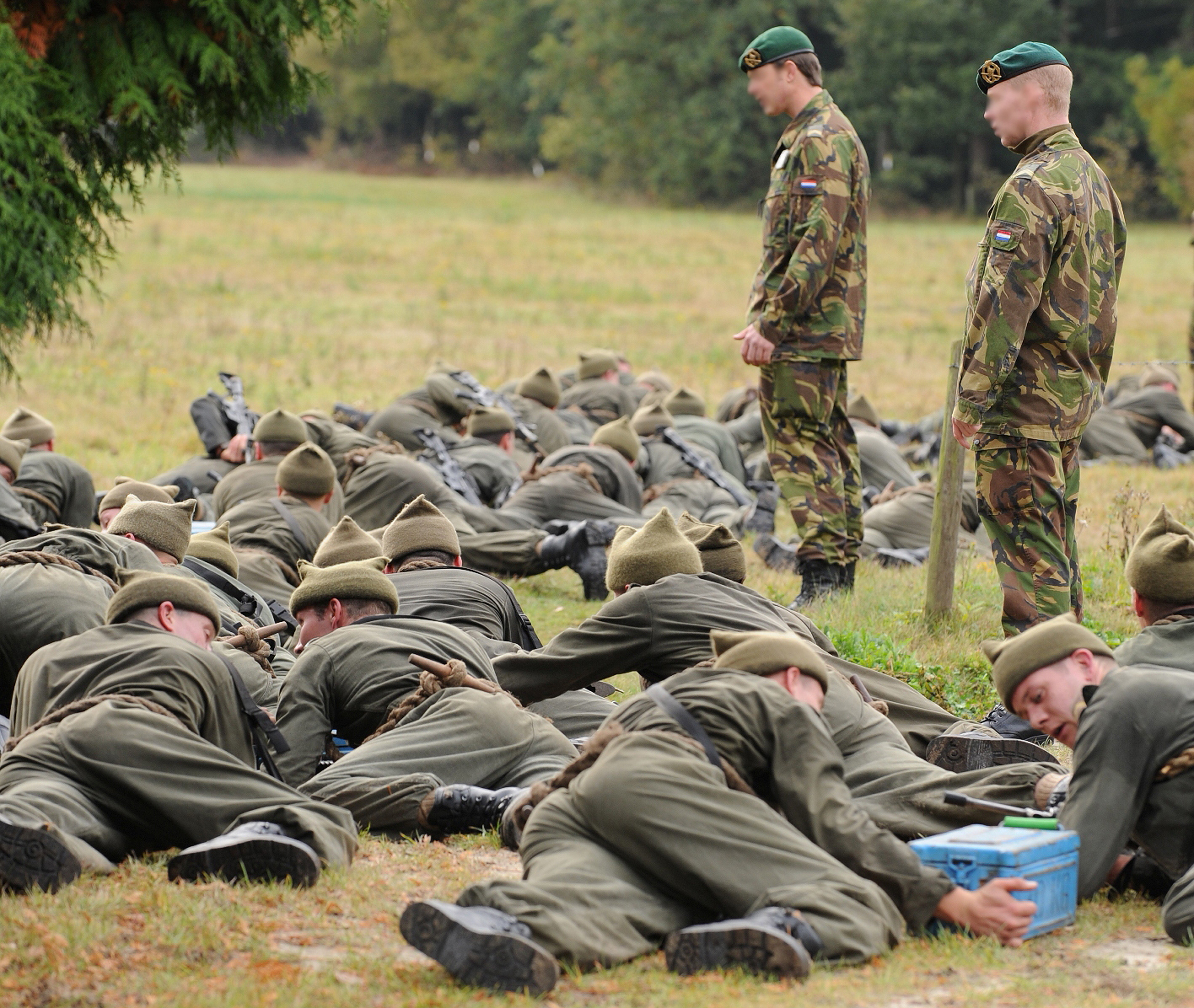
Nederlandse commando’s in opleiding in overall met mutsdas
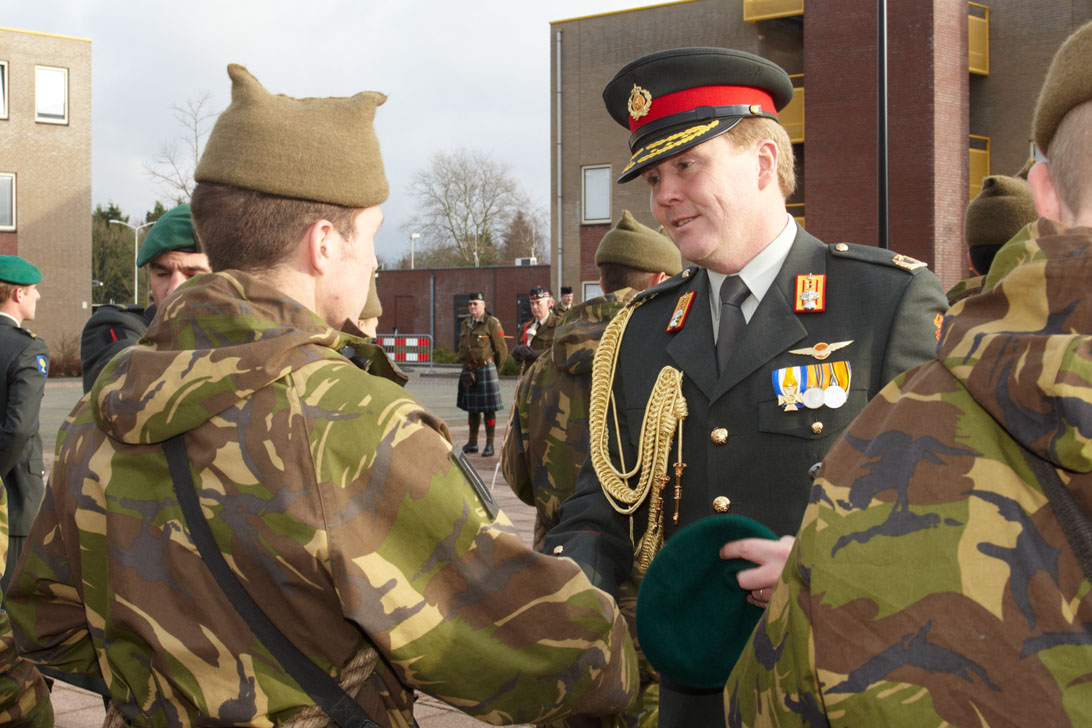
Kroonprins Willem-Alexander reikt na het volbrengen van de commando-opleiding de groene baret uit aan een nieuwe commando die een mutsdas draagt (dec 2009)